# Evolvulus cardiophyllus
Evolvulus cardiophyllus là một loài thực vật có hoa trong họ Bìm bìm. Loài này được Schltdl. mô tả khoa học đầu tiên năm 1855.